# Onoba castanella
Onoba castanella är en snäckart som först beskrevs av Dall 1886.  Onoba castanella ingår i släktet Onoba och familjen Rissoidae. Inga underarter finns listade i Catalogue of Life.